# Panus

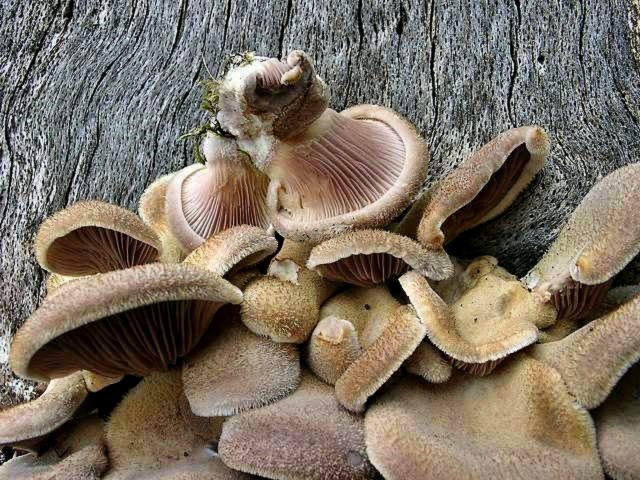
Łyczak szczeciniasty

Panus Fr. (łyczak) – rodzaj grzybów z rzędu żagwiowców (Polyporales).

## Systematyka i nazewnictwo
Pozycja w klasyfikacji według Index Fungorum: Panaceae, Polyporales, Incertae sedis, Agaricomycetes, Agaricomycotina, Basidiomycota, Fungi.
Nazwę polską podaje np. praca Barbary Gumińskiej i Władysława Wojewody z 1985 r.
Synonimy: Digitellus Paulet, Lentodiellum Murrill, Lentodium Morgan, Pocillaria P. Browne:

## Gatunki występujące w Polsce
- Panus conchatus (Bull.) Fr. 1838 – łyczak muszlowy[4]
- Panus neostrigosus Drechsler-Santos & Wartchow 2012 – łyczak szczeciniasty

Nazwy naukowe na podstawie Index Fungorum. Wykaz gatunków i polskie nazwy według B. Gumińskiej i W. Wojewody.